# Kiarash Hashemi
Kiarash Hashemi (* 7. Juli 1998 in Teheran) ist ein deutscher Musikproduzent. Er trat das erste Mal in Erscheinung durch Zusammenarbeiten mit Samra, Alpa Gun und Kianush. Den Durchbruch schaffte er unter anderem dann mit Produktionen für Kool Savas, Kollegah, Fard, The Voice of Germany und Mohamed Ramadan.

## Leben und Karriere
Kiarash Hashemi wuchs in Bremerhaven auf. 2012 fing er an, sich das erste Mal intensiv mit dem Thema Musikproduktion im Hip-Hop/Rap-Bereich auseinanderzusetzen. Angefangen mit Produktionen für Internet Rap Battles wie zum Beispiel dem JuliensBlog Battle oder dem Videobattleturnier. 2015 lernte er den Rapper Alpa Gun kennen und produzierte 2016 auf seinem gleichnamigen Album Zurück zur Straße den Titelsong. Im gleichen Jahr stellte ihm Alpa Gun, den damals noch unbekannten Künstler Samra vor. Infolgedessen arbeiteten beide gemeinsam intensiv musikalisch zusammen und brachten Samras erste Solo-Single „Lila“ raus. 2017 folgten weitere Charterfolge mit Produktionen für Kianush auf dem Album „Instinkt“ und Timeless auf dem Album „Schwarzer Kater“.
Im Jahr 2019 erhielt Kiarash Hashemi seine erste deutsche Nummer-eins-Auszeichnung für seine Beteiligung auf dem Album KKS von Kool Savas und steuerte zur 9. Staffel von The Voice of Germany eine Produktion hinzu. 2020 unterschrieb Kiarash Hashemi einen Vertrag bei Universal Music Publishing.

## Diskografie

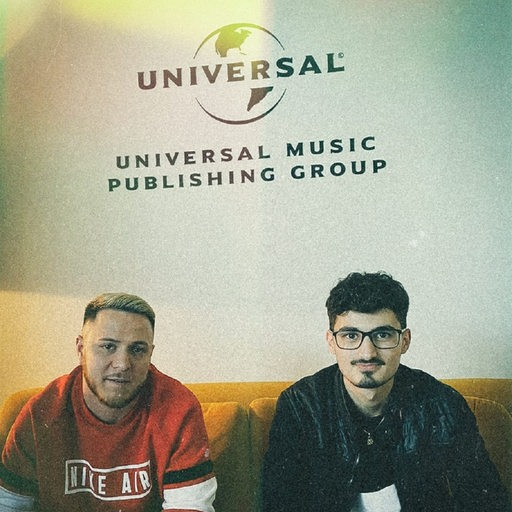
Kiarash Hashemi (r.) mit dem Produzenten Lars Klinger bei seinem Label Universal in Berlin. (2020)

Die folgende Tabelle enthält eine Aufstellung einiger Alben, an denen Kiarash Produktionen beigesteuert hat:
- 2016: Zurück zur Straße von Alpa Gun
- 2017: Instinkt von Kianush
- 2017: Schwarzer Kater von Timeless
- 2018: Ehrensache Reloaded von Alpa Gun
- 2019: Bester Mann von Bass Sultan Hengzt
- 2019: 11ta Stock Sound 2 von Kurdo
- 2019: KKS von Kool Savas
- 2019: Kanun von Gent
- 2019: Kugelsicherer Jugendlicher von Play69
- 2019: Hyperaktiv von AchtVier
- 2020: Ultimate von Anonym
- 2020: Rap ‘N’ Roll von TaiMO
- 2020: Stanley von EnteTainment

## Weitere Produktionen
- 2016: Lila auf Lila (Single) von Samra[7]
- 2017: Goals auf Schwarzer Kater Bonus EP von Timeless
- 2018: NUMBER ONE auf NUMBER ONE (Single) von Mohamed Ramadan (+170.000.000 Aufrufe auf YouTube)[8]
- 2019: Gib mir mehr davon auf Gib mir mehr davon (Single) von Krime[9]
- 2019: Pack die Koffer auf Rap Genius II von Kool Savas[10]
- 2019: #RAPTAGS2019 von Spinnup / Chapter ONE
- 2019: Mantel voller Blut, Fleisch zu Asche, Hexensabbat, Eispalast und Sunset Killer auf Mantel EP von EnteTainment
- 2019: Moin Moin auf TNT 2 EP von AchtVier & TaiMO
- 2019: Eminem - Mockingbird (Tyrone Frank) | The Voice of Germany 2019 | Blinds von The Voice of Germany/Staffel 9
- 2019: Bullets auf Bullets (Single) von Asche feat. Kollegah
- 2019: ZAPPZARAPP auf ZAPPZARAPP (Single) von Fard[11]
- 2020: Taş Devri auf Lambo Italiano von Burry Soprano[12]
- 2020: Wechsel die SIM auf Nicht Willkommen von OMAR[13]
- 2020: Flouz auf Flouz (Single) von Gent
- 2020: Kaali Duniya auf Kaali Duniya (Single) von Varinder Brar
- 2020: Für die Straat (Single) von Amo la Mara